# Octopodidae
octopodidés
Famille
Les Octopodidae (ou octopodidés en français) forment une famille d'animaux de l'ordre des octopodes.
Cette famille de céphalopodes octopodes a été créée par Alcide Dessalines d'Orbigny en 1839-1842, et contient actuellement environ 150 espèces.

## Liste des sous-familles et genres
| Selon World Register of Marine Species (24 décembre 2013) : ... - genre Abdopus Norman & Finn, 2001 - genre Adelieledone Allcock, Hochberg, Rodhouse & Thorpe, 2003 - genre Ameloctopus Norman, 1992 - genre Amphioctopus P. Fischer, 1882 - genre Aphrodoctopus Roper & Mangold, 1991 - genre Bathypolypus Grimpe, 1921 - genre Bathypurpurata Vecchione, Allcock & Piatkowski, 2005 - genre Bentheledone Robson, 1932 - genre Benthoctopus Grimpe, 1921 - genre Callistoctopus Taki, 1964 - genre Cistopus Gray, 1849 - genre Danoctopus Joubin, 1933 - genre Eledone Leach, 1817 - sous-famille Eledoninae - genre Enteroctopus Rochebrune & Mabille, 1889 - genre Euaxoctopus Voss, 1971 - genre Galeoctopus Norman, Boucher-Rodoni & Hochberg, 2004 - genre Graneledone Joubin, 1918 - genre Grimpella Robson, 1928 - genre Hapalochlaena Robson, 1929 - genre Histoctopus Norman, Boucher-Rodoni & Hochberg, 2009 - genre Macrochlaena Robson, 1929 - genre Macroctopus Robson, 1928 - genre Macrotritopus Grimpe, 1922 - genre Megaleledone Taki, 1961 - genre Microeledone Norman, Hochberg & Boucher-Rodoni, 2004 - genre Muusoctopus Gleadall, 2004 - genre Octopus Cuvier, 1798 - genre Pareledone Robson, 1932 - genre Paroctopus Naef, 1923 - genre Polypus Leach, 1817 - genre Praealtus Allcock, Collins, Piatkowski & Vecchione, 2004 - genre Pteroctopus P. Fischer, 1882 - genre Robsonella Adam, 1938 - genre Sasakinella Taki, 1964 - genre Sasakiopus Jorgensen, Strugnell & Allcock, 2010 - genre Scaeurgus Troschel, 1857 - genre Teretoctopus Robson, 1929 - genre Tetracheledone Voss, 1955 - genre Thaumeledone Robson, 1930 - genre Thaumoctopus Norman & Hochberg, 2005 - genre Velodona Chun, 1915 - genre Vosseledone Palacio, 1978 - genre Vulcanoctopus Gonzalez & Guerra in Gonzalez, Guerra, Pascual & Briand, 1998 - genre Wunderpus Hochberg, Norman & Finn, 2006 | Selon ITIS (24 décembre 2013) : - sous-famille Bathypolypodinae Robson, 1929 - genre Bathypolypus Grimpe, 1921 - genre Benthoctopus Grimpe, 1921 - genre Grimpella Robson, 1928 - genre Teretoctopus Robson, 1929 - sous-famille Eledoninae Grimpe, 1921 - genre Eledone Leach, 1817 - genre Pareledone Robson, 1932 - genre Tetracheledone Voss, 1955 - genre Velodona Chun, 1915 - genre Vosseledone Palacio, 1978 - sous-famille Graneledoninae Voss, 1988 - genre Bentheledone Robson, 1932 - genre Graneledone Joubin, 1918 - genre Thaumeledone Robson, 1930 - sous-famille Megaleledoninae Taki, 1961 - genre Megaleledone Taki, 1961 - sous-famille Octopodinae Grimpe, 1921 - genre Ameloctopus Norman, 1992 - genre Aphrodoctopus Roper et Mangold, 1992 - genre Cistopus Gray, 1849 - genre Enteroctopus Rochebrune et Mabille, 1889 - genre Euaxoctopus Voss, 1971 - genre Hapalochlaena Robson, 1929 - genre Octopus Cuvier, 1797 - genre Pteroctopus Fischer, 1882 in 1880-1887 - genre Robsonella Adam, 1938 - genre Scaeurgus Troschel, 1857 - genre Thaumoctopus Mark Norman & Hochberg, 2005 - genre Wunderpus |

## Galerie

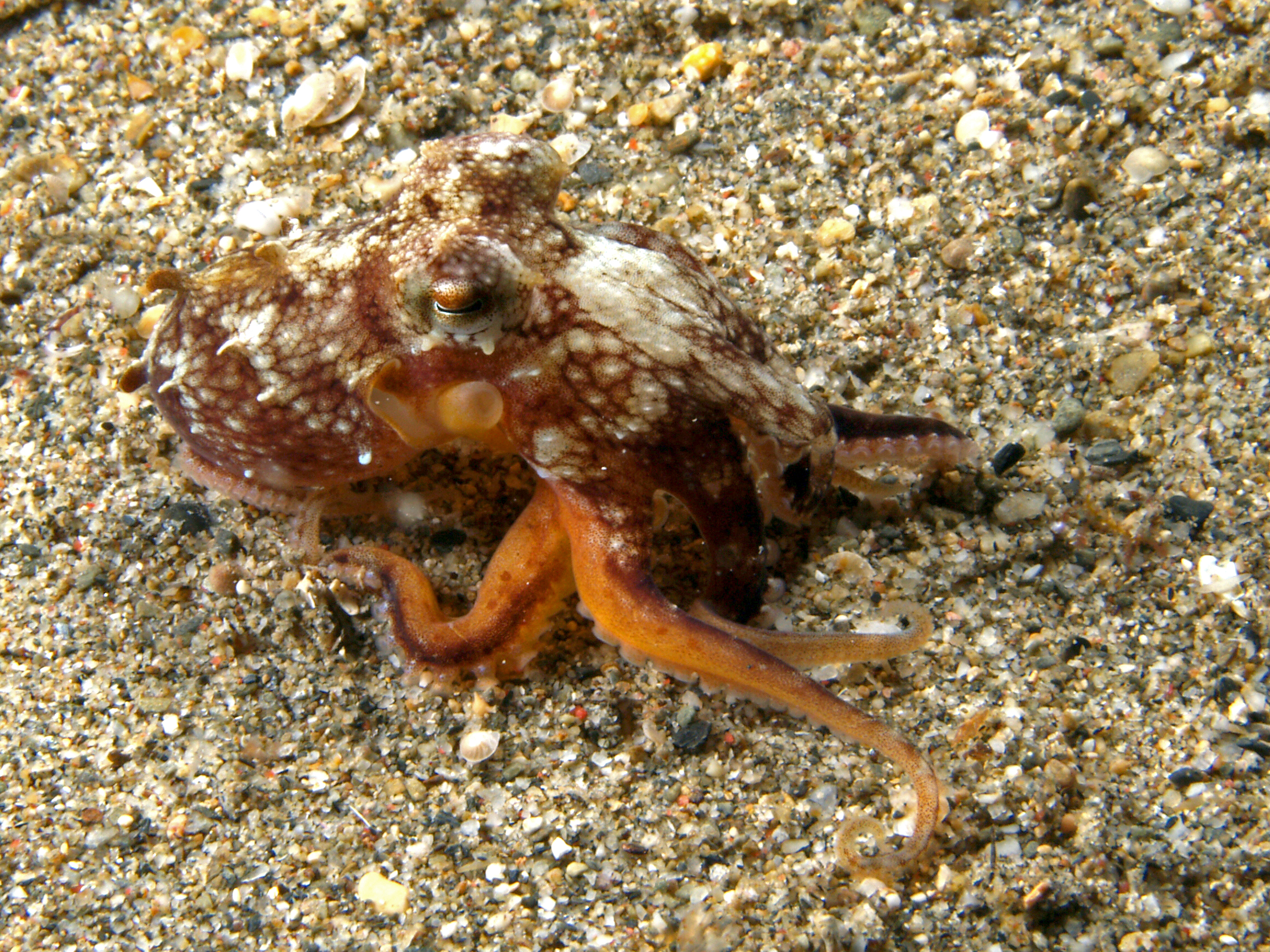
Amphioctopus marginatus
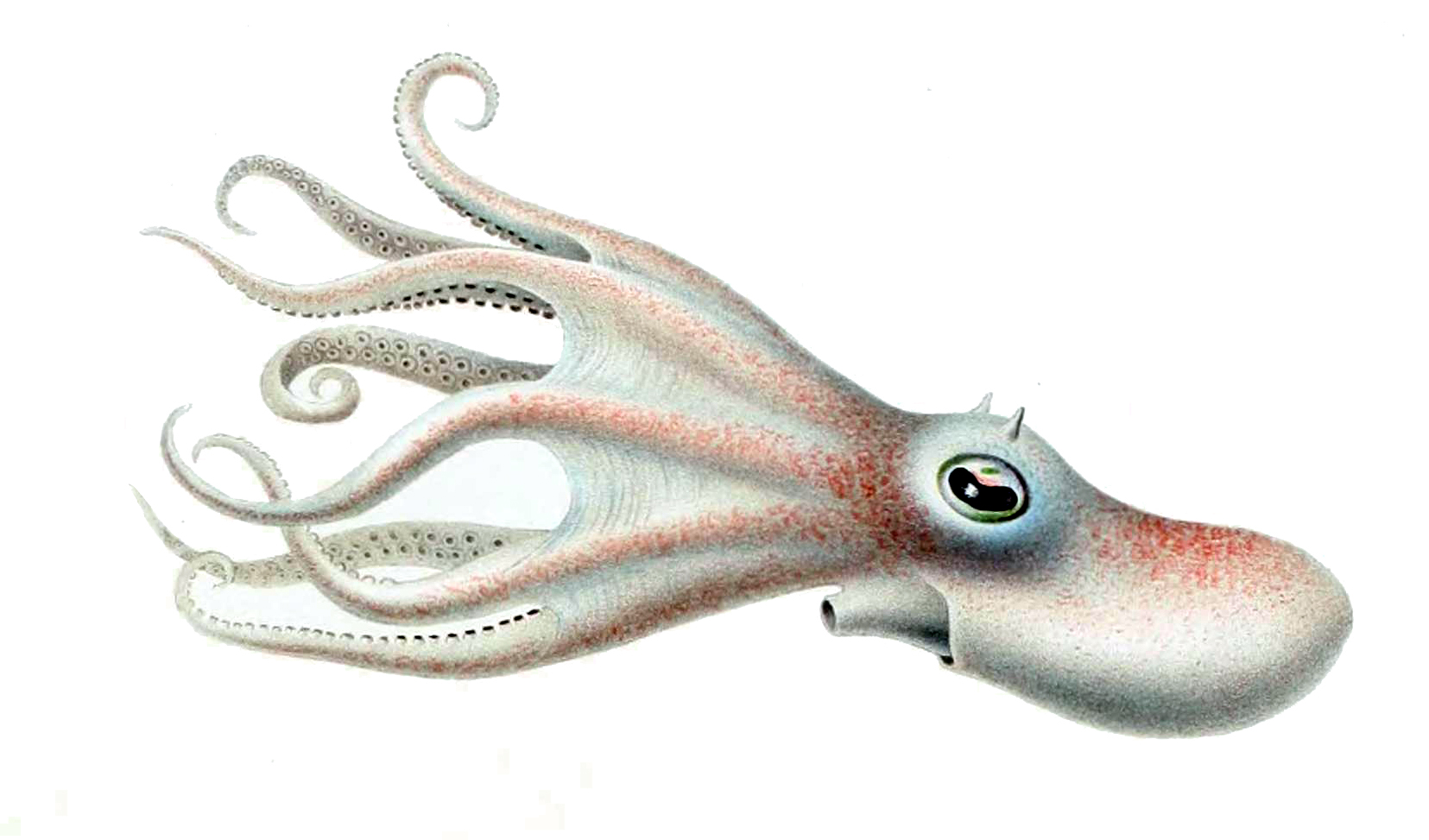
Bathypolypus valdiviae
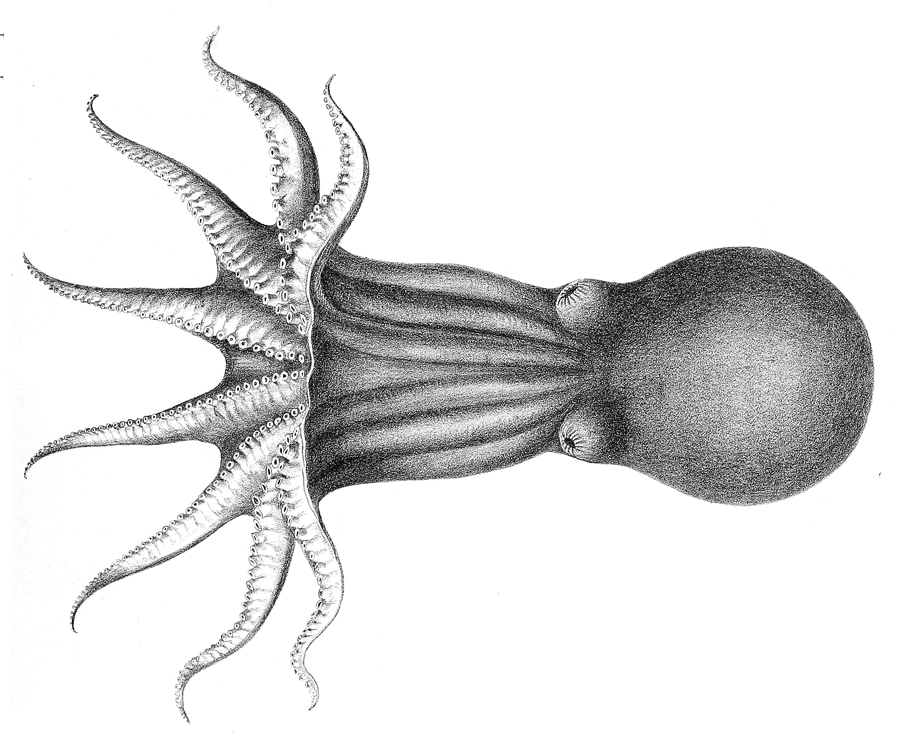
Bentheledone rotunda
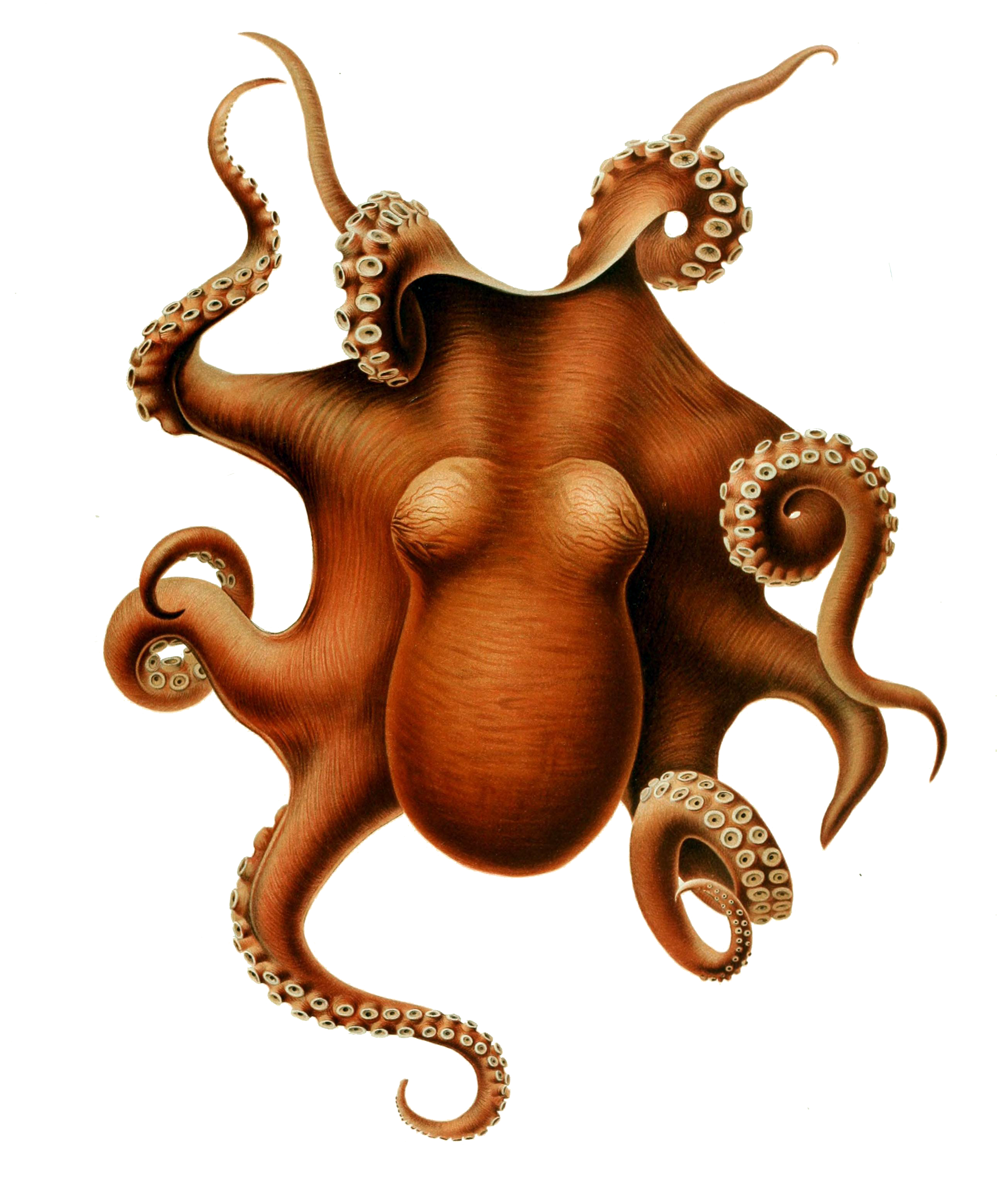
Benthoctopus levis
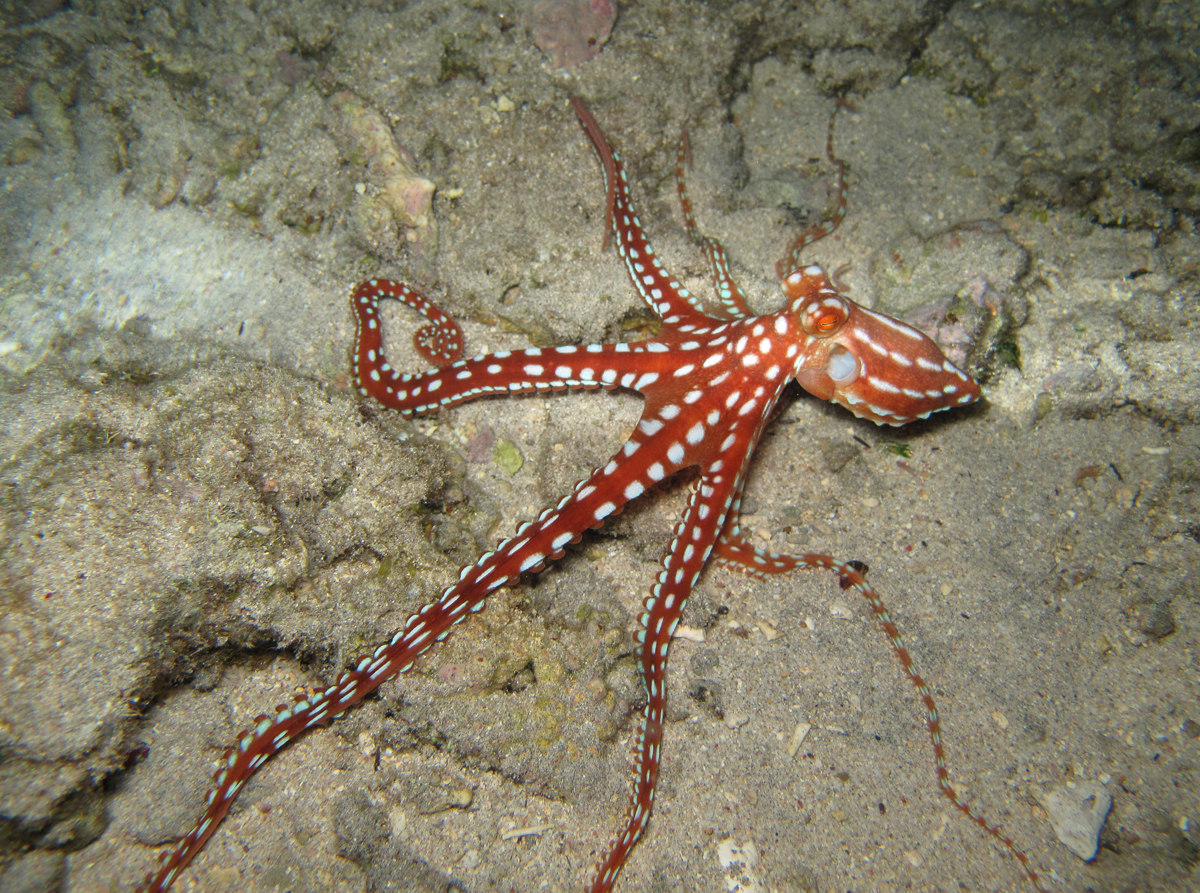
Callistoctopus macropus
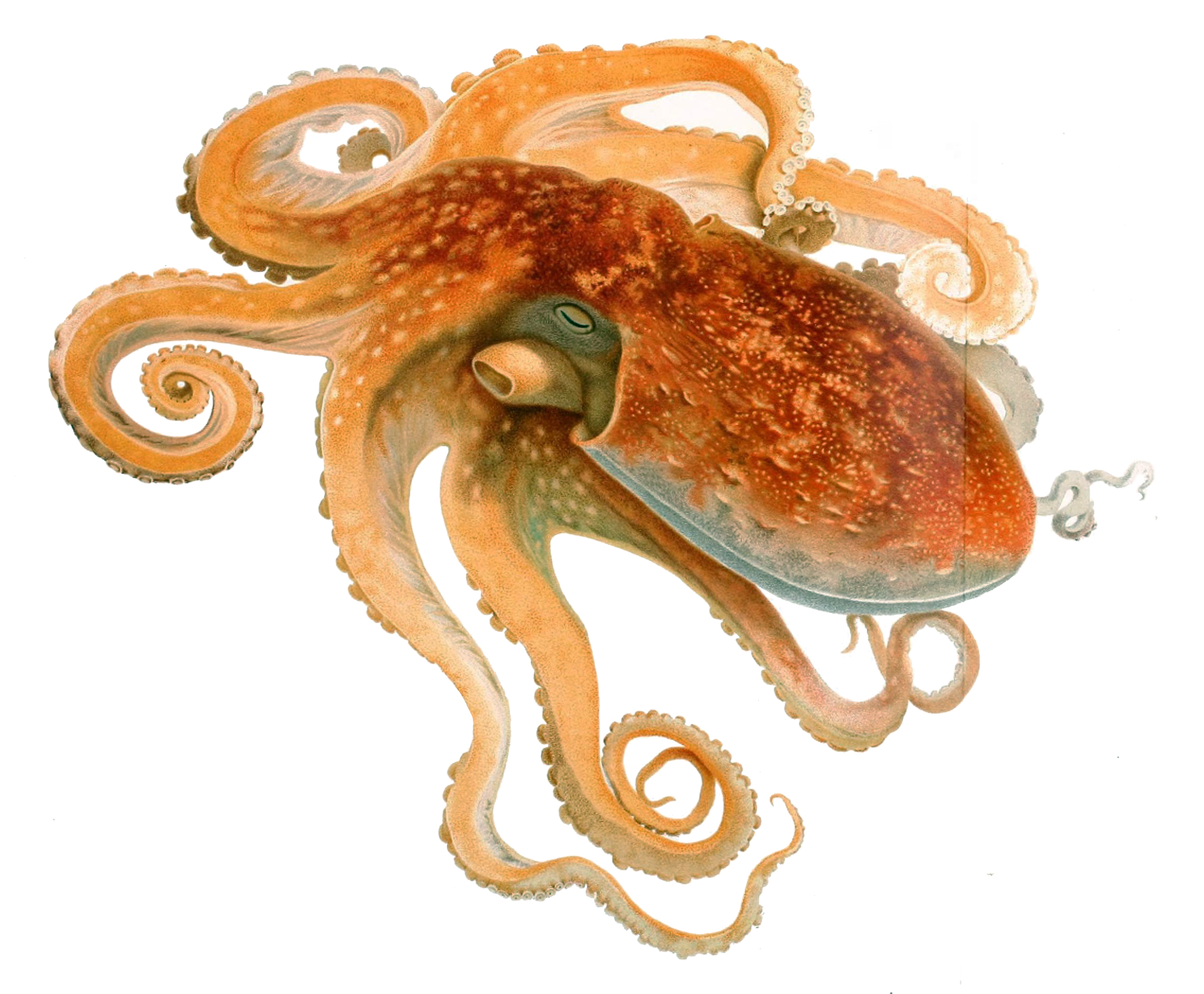
Eledone cirrhosa
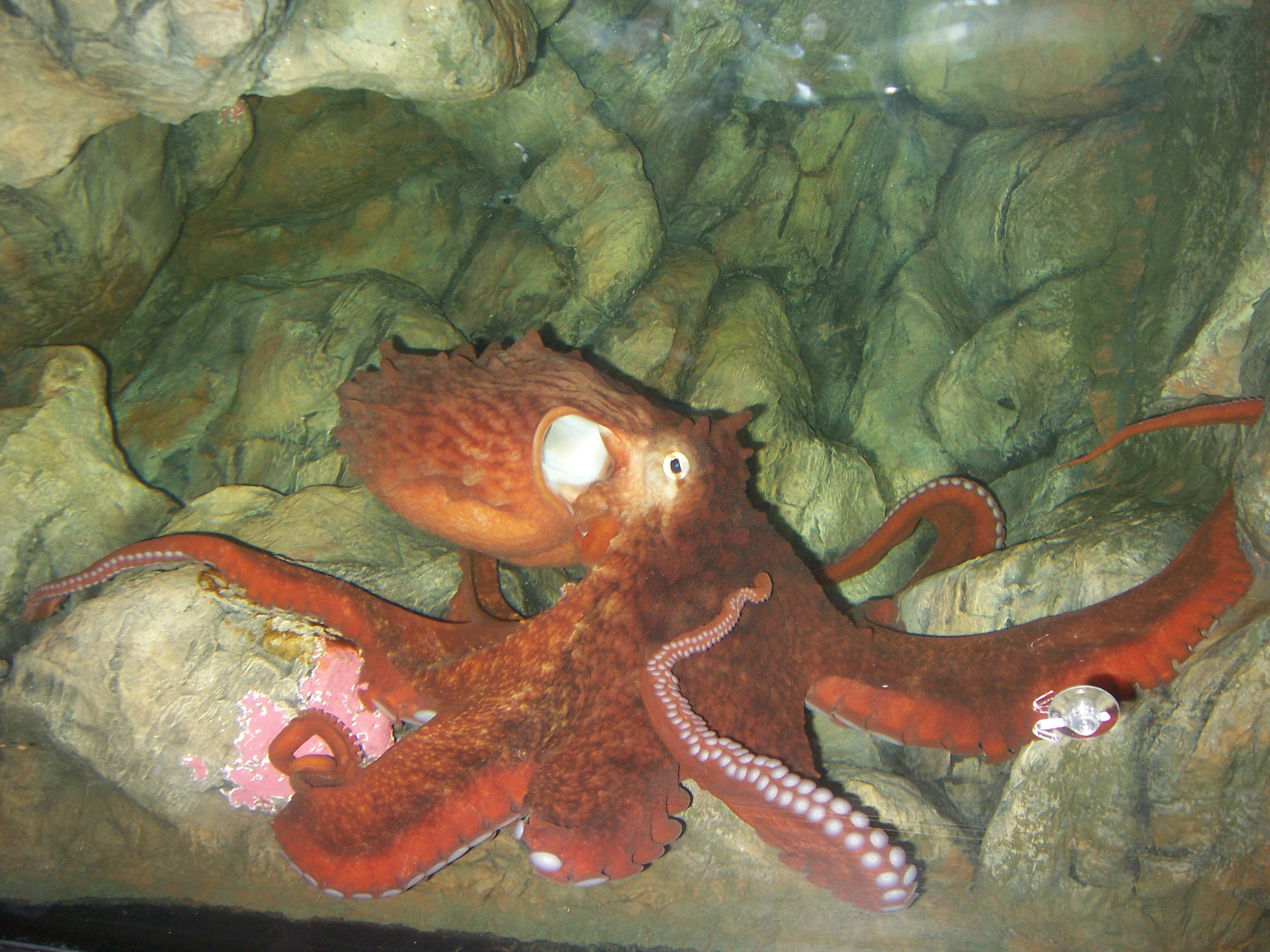
Enteroctopus dofleini
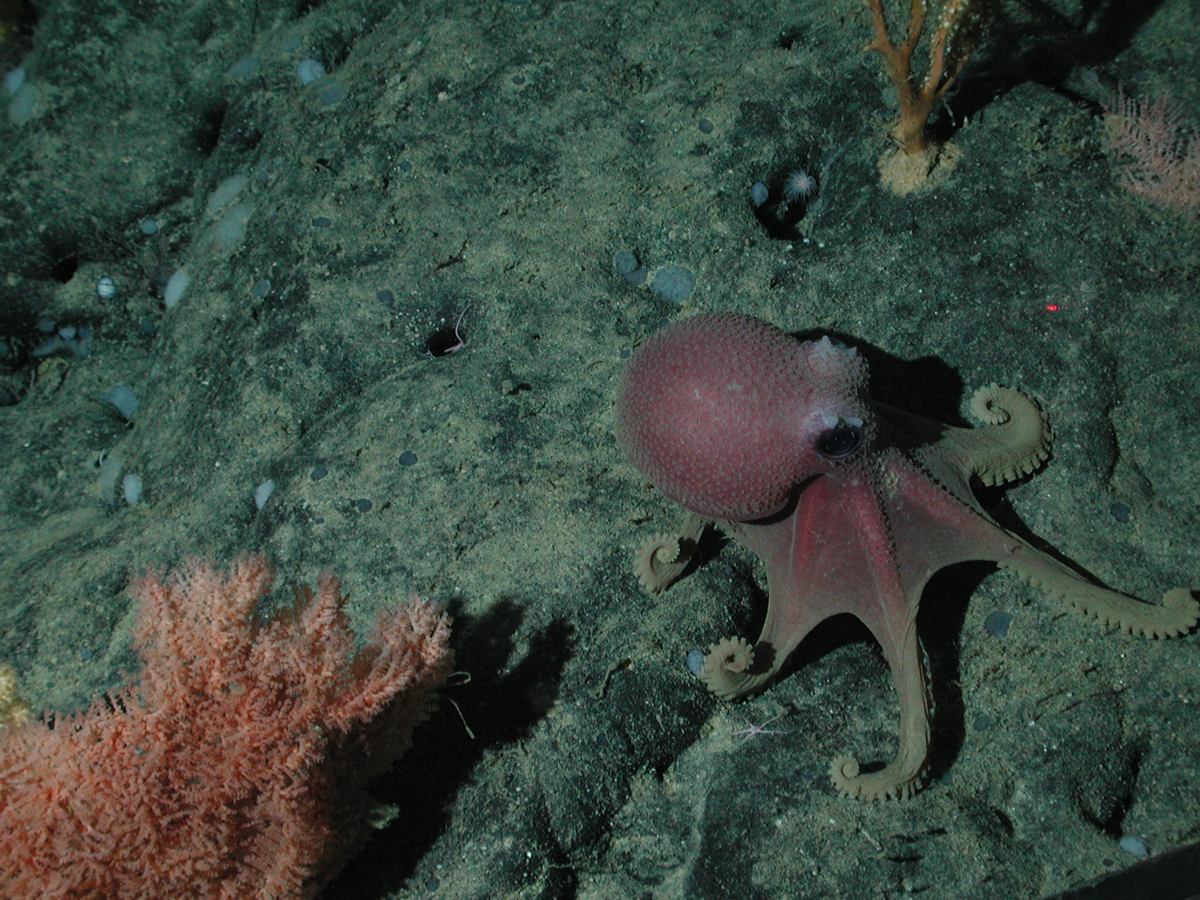
Graneledone boreopacifica
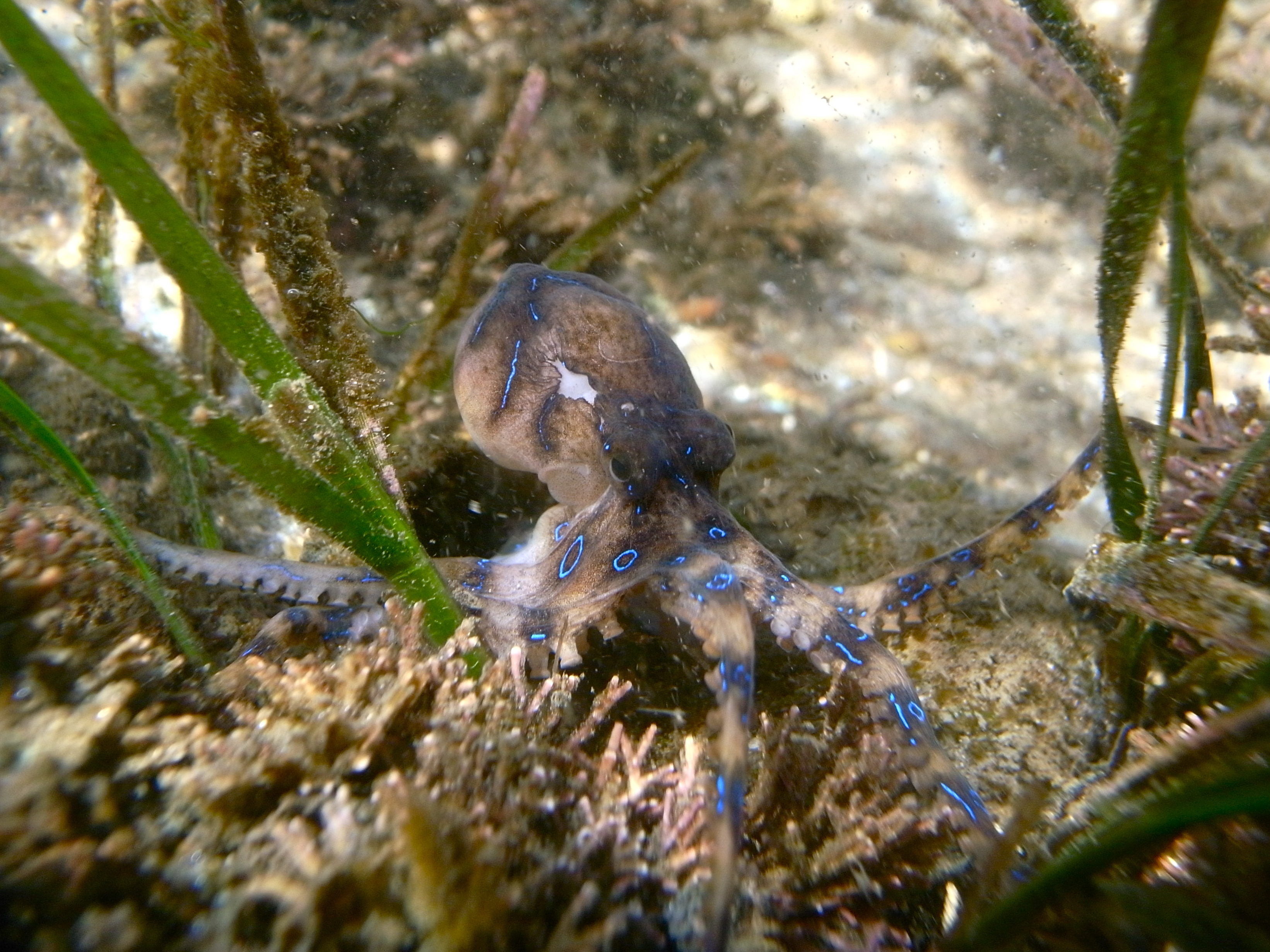
Hapalochlaena maculosa
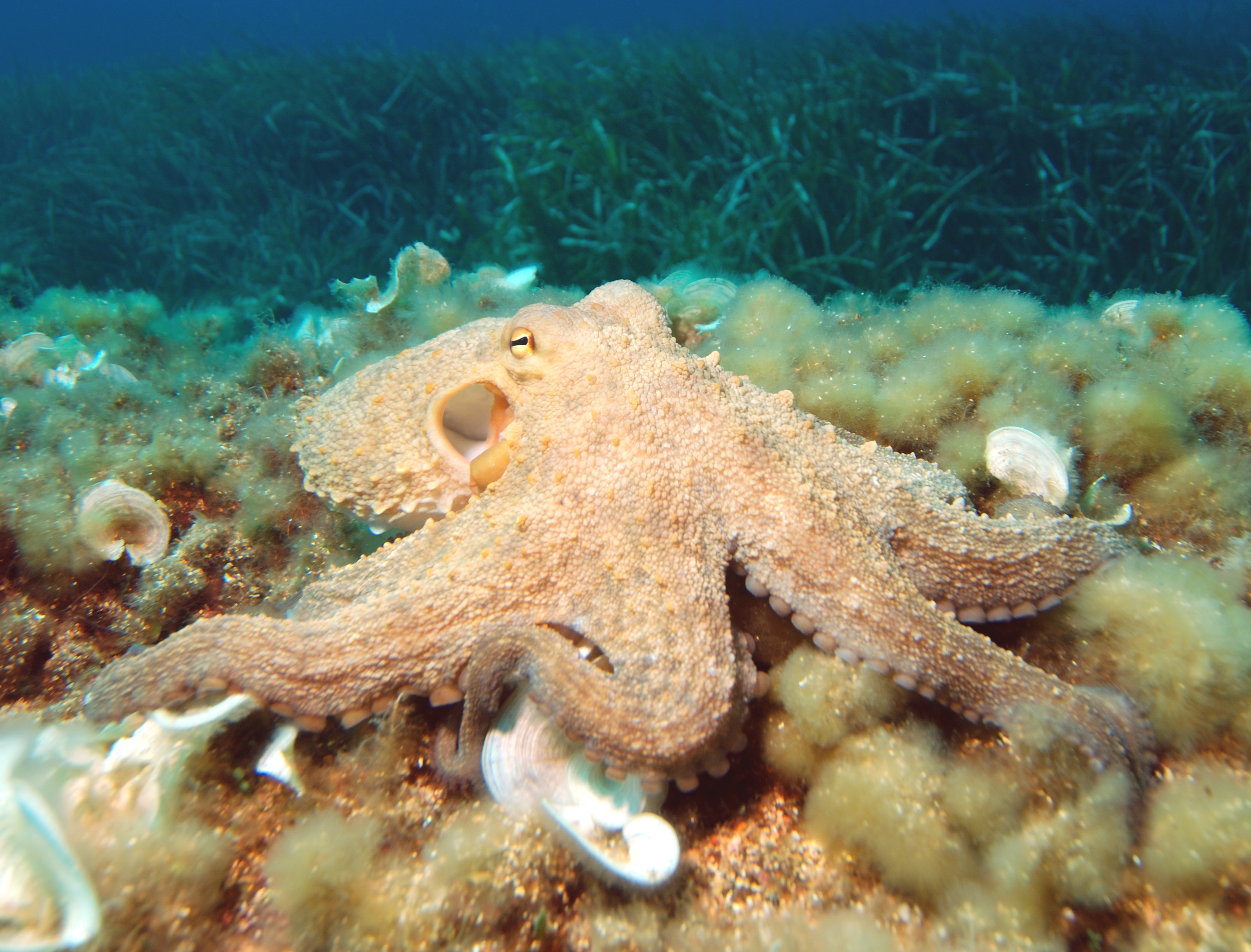
Octopus vulgaris
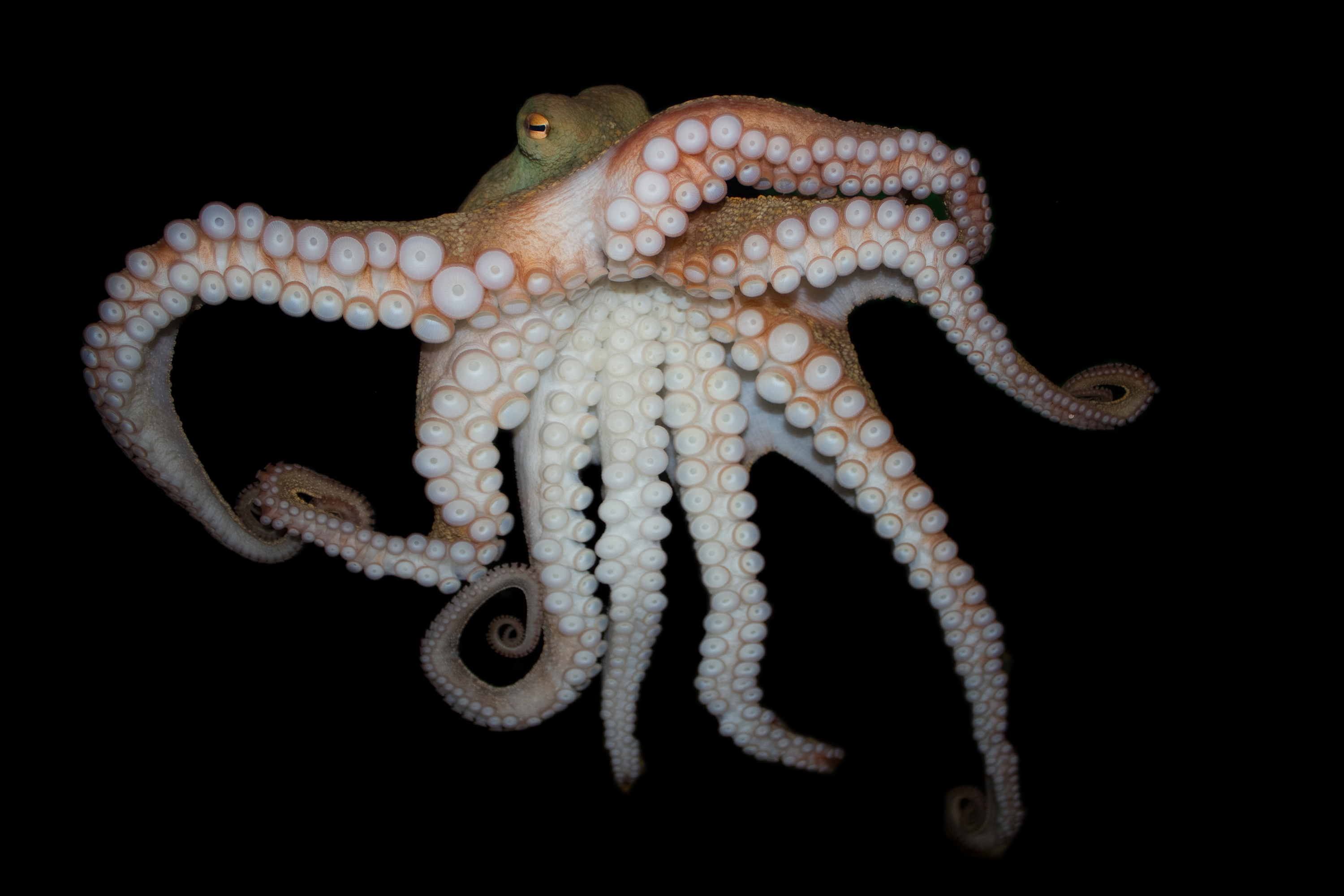
Pinnoctopus cordiformis
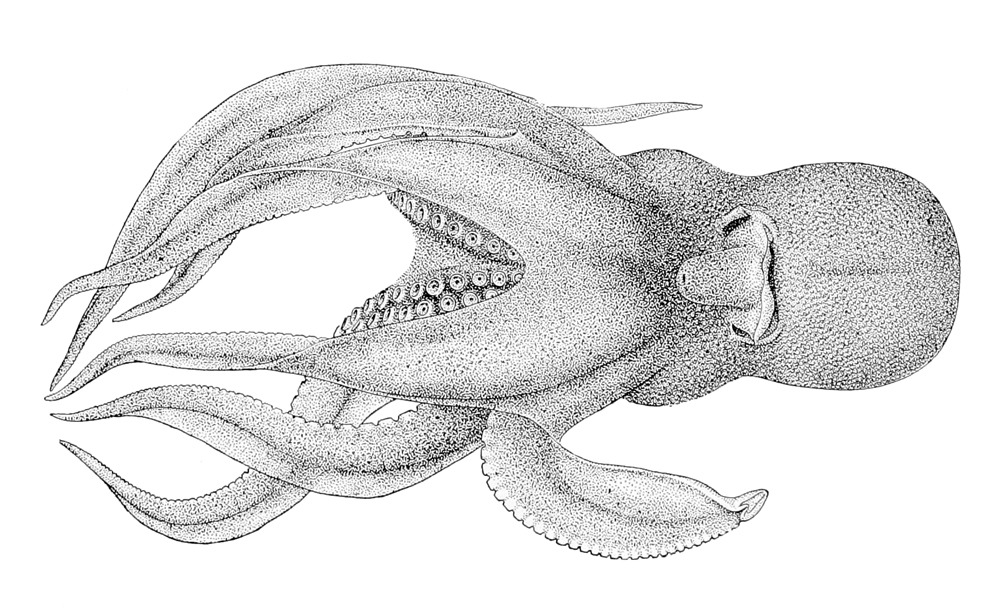
Pteroctopus hoylei
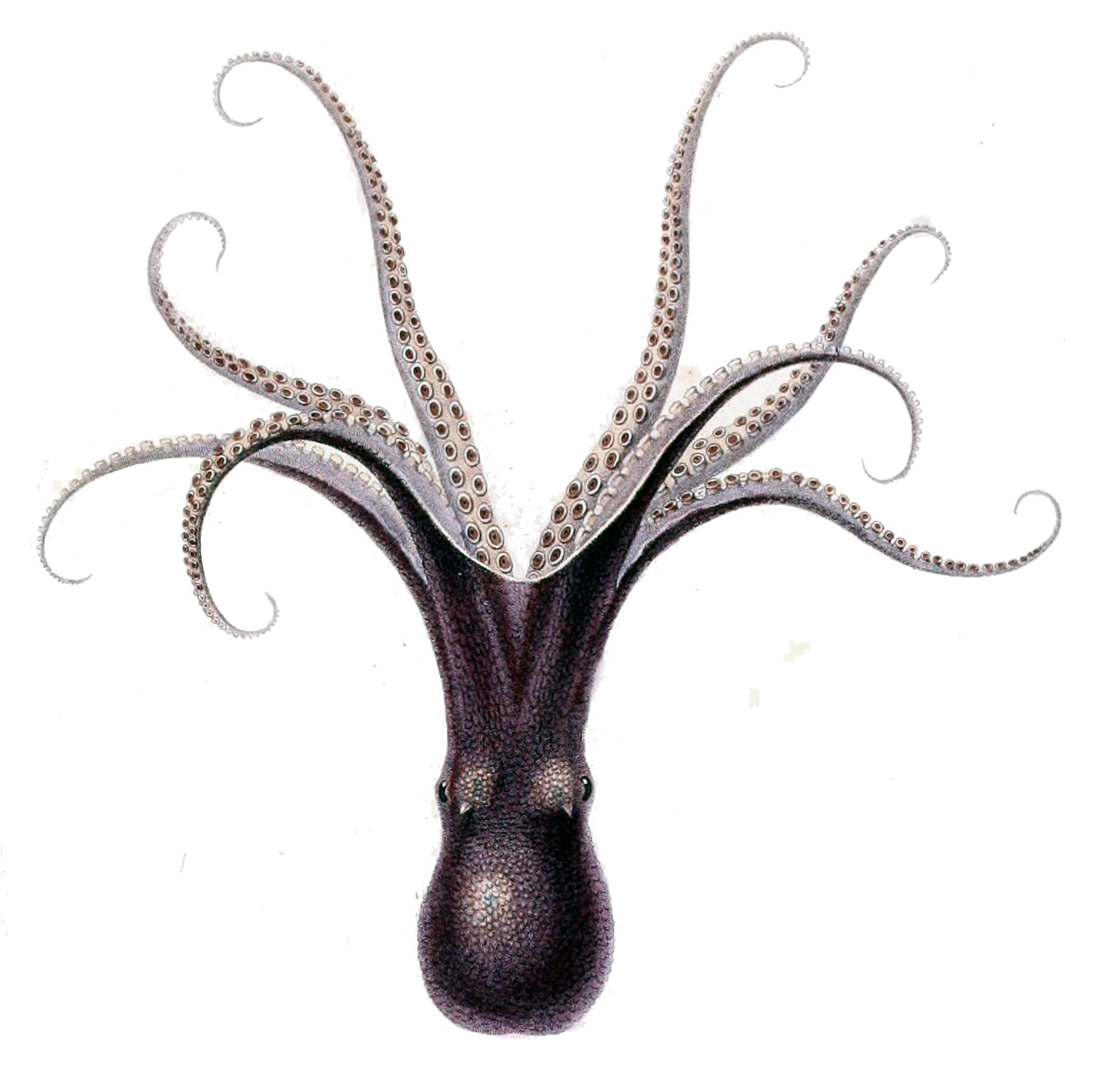
Robsonella fontaniana
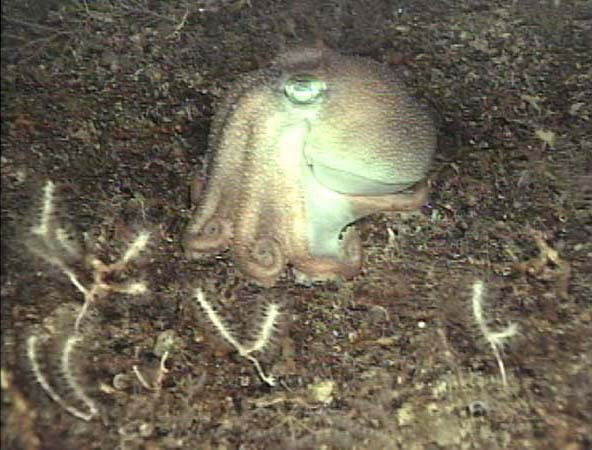
Scaeurgus patagiatus
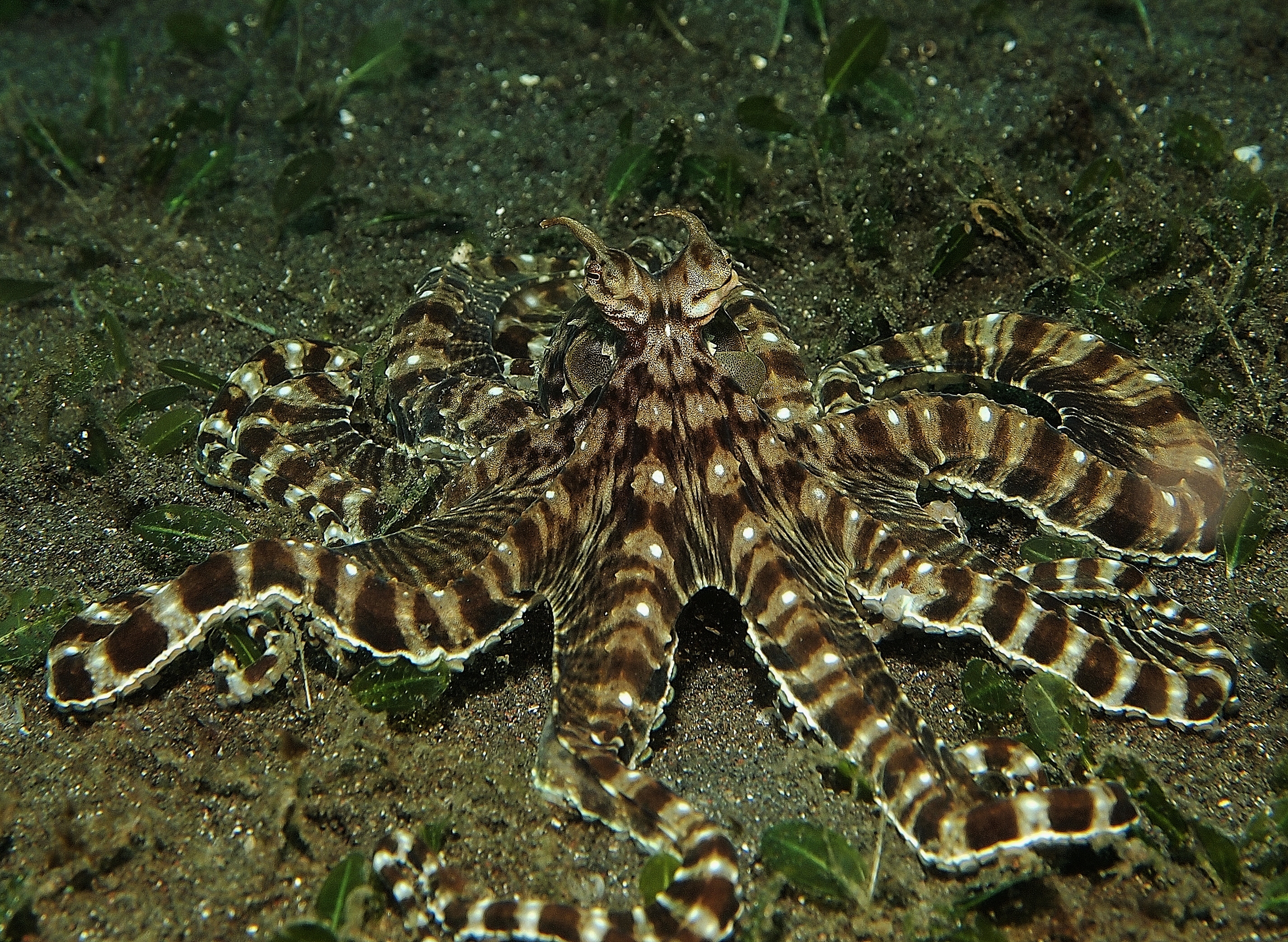
Thaumoctopus mimicus
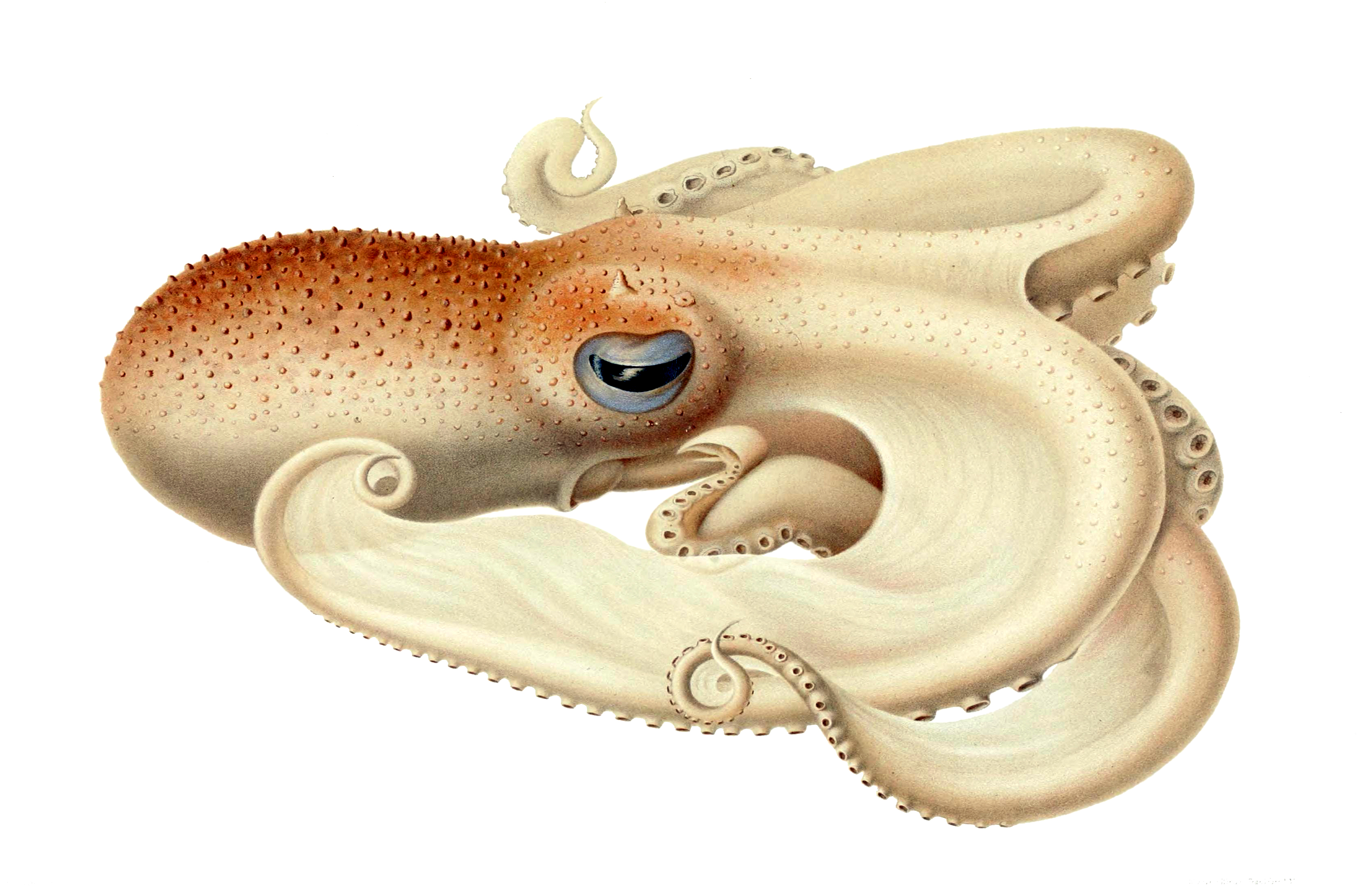
Velodona togata
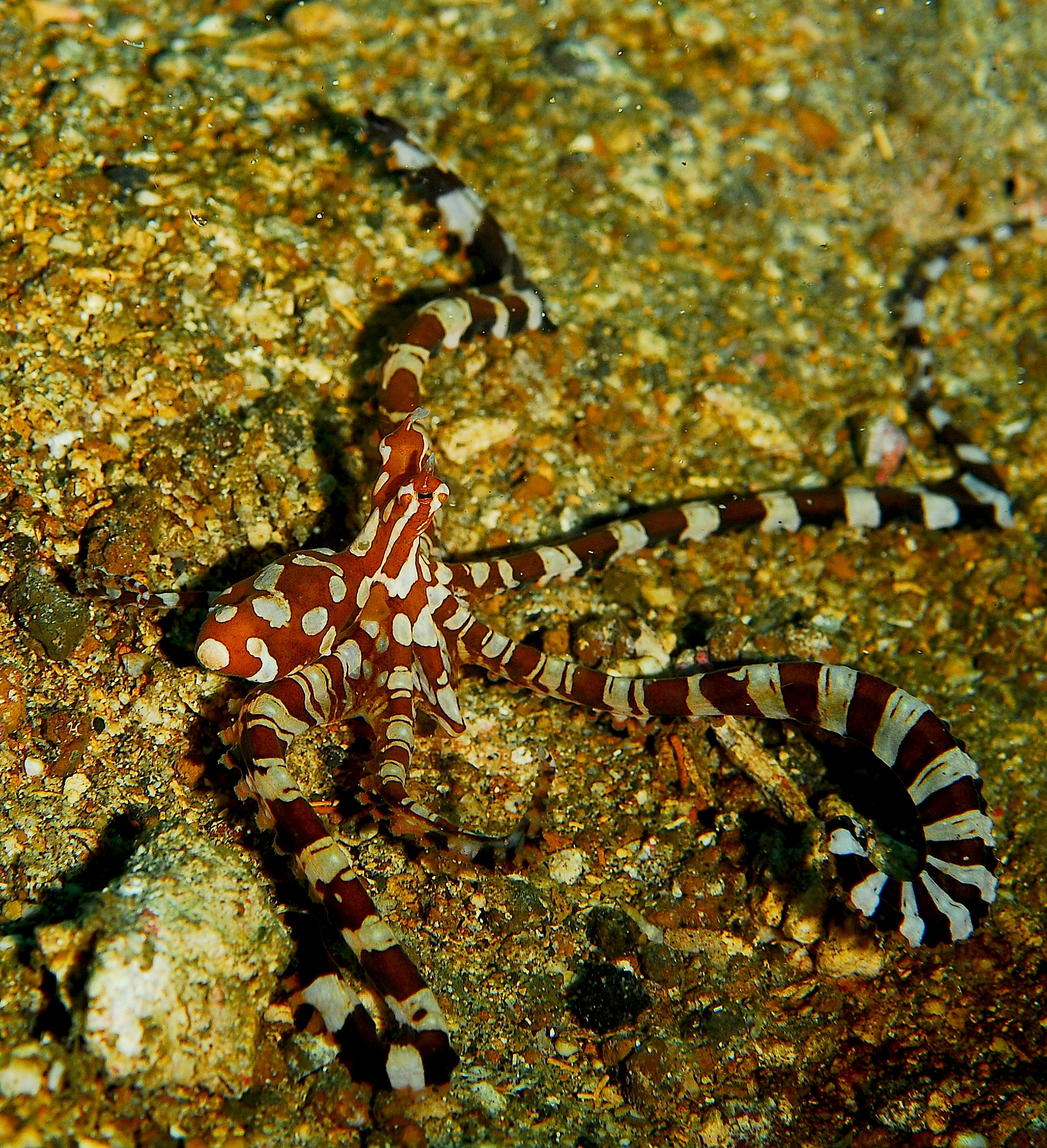
Wunderpus photogenicus